# 北局宅街道
北局宅街道是中国黑龙江省齐齐哈尔市铁锋区下辖的一个街道。